# لوبیا ۱۳۶۰۶
سیارک ۱۳۶۰۶ (به انگلیسی: 13606 Bean، نامگذاری:1994RN5) سیزده هزار و ششصد و ششمین سیارک کشف شده‌است که در ۱۱ سپتامبر ۱۹۹۴ کشف شد.
قدر مطلق سیارک برابر ۱۴.۱ است.